# Phare de Fisgard
Le phare de Fisgard est un phare situé à Colwood en Colombie-Britannique à l'une des extrémités du havre d'Esquimalt (en), à Colwood dans le District régional de la Capitale de Victoria. Il s'agit du plus ancien phare de la côte pacifique du Canada.
Ce phare est géré par la Garde côtière canadienne .
Ce phare patrimonial  est répertorié par l'Heritage Lighthouse Protection Act (en)  en date du 23 mai 2013.

## Histoire
Le phare de Fisgard a été construit de 1859 à 1860 pour guider les navires à l'entrée du port d'Esquimalt. Il a été nommé d'après le HMS Fisgard (en), un navire de la Royal Navy. Il a été mis en service le 16 novembre 1860.
Le phare de Fisgard et sa station sœur, le phare de Race Rocks, ont été construits en 1859-1860 pour faciliter le mouvement des navires de la marine vers le port d'Esquimalt et les navires marchands vers le port de Victoria. Les phares ont également été perçus comme un engagement politique et fiduciaire important de la part du gouvernement britannique envers la colonie de l'île de Vancouver, en partie à cause de l'inondation des mines d'or américaines : environ 25.000 arrivées en 1858 pour la Ruée vers l'or du canyon du Fraser.